# Longford (West Midlands)
Longford – dzielnica miasta Coventry, w Anglii, w West Midlands, w dystrykcie metropolitalnym Coventry. W 2011 roku dzielnica liczyła 18 538 mieszkańców.